# بيري كينغ
بيري كينغ (بالإنجليزية: Perry Firestone King)‏ هو ممثل أمريكي، ولد في 30 أبريل 1948 بألايانس في الولايات المتحدة.

## أعمال

### أفلام
- (1975) ماندينغو
- (1976) أحمر الشفاه
- (2004) اليوم بعد الغد[4][5][6]

## وصلات خارجية
- بيري كينغ على موقع IMDb (الإنجليزية)
- بيري كينغ على موقع ألو سيني (الفرنسية)
- بيري كينغ على موقع ميوزك برينز (الإنجليزية)
- بيري كينغ على موقع أول موفي (الإنجليزية)
- بيري كينغ على موقع قاعدة بيانات برودواي على الإنترنت (الإنجليزية)
- بيري كينغ على موقع قاعدة بيانات الأفلام السويدية (السويدية)
- بيري كينغ على موقع إن إن دي بي (الإنجليزية)
- بيري كينغ على موقع ديسكوغز (الإنجليزية)
- بيري كينغ على موقع قاعدة بيانات الفيلم (الإنجليزية)
- بيري كينغ على موقع كينوبويسك (الروسية)
- بيري كينغ على موقع كينوبويسك (الروسية)